# Spinomantis fimbriatus
Spinomantis fimbriatus is een kikker uit de familie gouden kikkers (Mantellidae). De soort werd voor het eerst wetenschappelijk beschreven door Frank Glaw en Miguel Vences in 1994. Oorspronkelijk werd de wetenschappelijke naam Mantidactylus (Spinomantis) fimbriatus gebruikt.
Spinomantis fimbriatus is endemisch op het Afrikaanse eiland Madagaskar. De kikker leeft in laaggelegen tropische regenwouden die nog ongerept zijn.